# Bahman Mohasses
Bahman Mohasses (en persa: بهمن محصص‎; Rasht, Irán 1 de marzo de 1931 – Roma, Italia 28 de julio de 2010), Conocido como el "Picasso Persa", fue un pintor, escultor, traductor y director de teatro iraní. Su obra comprende pinturas, esculturas y collages. También fue un célebre traductor de obras literarias. Sus obras son altamente recogidas y extremadamente raras. Se dice que destruyó muchas de sus propias obras, y las que están disponibles en una subasta ahora son muy buscadas.

## Biografía
Bahman Mohasses nació en 1931 en Rasht, Irán. La casa de Mohasses consistía en aproximadamente 15 familias que eran terratenientes de Lahijan y estaban en el comercio de té y seda, y vivían en el barrio de Pordsar de Lahijan. Según Hossein Mahjoobi, "Todos los mohasseses tenían extrañas personalidades, pero Bahman parecía ser el más complejo y único de ellos". En su documental autobiográfico Fifi Howls from Happiness, Mohasses menciona que desciende de los mongoles en la casa de su padre. Lado y los Qajars por el lado de su madre.
A los 14 años aprendió a pintar aprendiendo con Seyyed Mohammed Habib Mohammedi, que había estudiado en la Academia Rusa de las Artes. Se mudó con su familia de Rasht a Teherán, donde asistió a la Facultad de Bellas Artes de Teherán. Durante el mismo período se unió a "Cockfight Art and Culture Society" (Anjoman-e Khorous Jangi), establecida por Jalil Ziapour, y fue, durante algún tiempo, el editor del semanario literario y artístico "Panjeh Khoroos" (Rooster Foot). . Durante este período, formó parte de un movimiento artístico de vanguardia, que incluía a su buen amigo Nima Yooshij, conocido como el "padre de la poesía persa moderna"; junto con Sohrab Sepehri, Houshang Irani y Gholamhossein Gharib, quienes fueron considerados artistas progresistas de su tiempo. En 1954 se trasladó a Italia para estudiar en la Academia de Bellas Artes de Roma.

## Vida personal
En 1977, se casó con Nezhat-al-Molook, la hija del primo de su padre, que era maestra en Bandar-e-Anzali y luego se convirtió en la directora de la Escuela de Enseñanza para Mujeres. Ella murió de cáncer cerebral alrededor en 1998.
Mohasses dijo que estaba orgulloso de su homosexualidad y que lo vivió plenamente. Era primo del célebre ilustrador y dibujante iraní Ardeshir Mohasses, residente en Nueva York.

## Carrera
Regresó a Irán en 1964 y participó en la Bienal de Venecia, São Paulo y Teherán. Mohasses dirigió obras de teatro, incluyendo Henry IV de Pirandello en el Instituto Goethe y Ghandriz Hall en Teherán. También tradujo libros de varios autores, entre ellos Eugène Ionesco, Malaparte y Pirandello.
Permaneció en Irán hasta 1968, antes de regresar a Roma en 1954, donde recibió comisiones para que los estatutos se colocaran en Teherán. Algunas de sus obras públicas en Irán fueron destruidas o dañadas después de la Revolución Islámica, y el artista destruyó posteriormente todas sus obras restantes en Irán. Ocasionalmente viajó a Irán y murió en aislamiento autoimpuesto en Roma en 2010.

## Legado
"Irreverente e intransigente, un hombre gay en un mundo hostil, Mohassess tuvo una relación conflictiva con su tierra natal, venerada por las elites en la escena artística y elogiada como un ícono nacional, que luego fue censurada por un régimen opresivo. Conocido por su iconoclasta Al igual que sus declaraciones mordaces, Mohasses abandonó el país hace más de 30 años por una vida sencilla y aislada en Italia ". Mohasses, a diferencia de muchos de sus contemporáneos, no hizo referencia a las tradiciones artísticas persas y tenía una perspectiva moderna. . Sus pinturas y esculturas representan a los minotauros míticos y criaturas fuera de las pesadillas en vastos desiertos de la desesperanza. Después de la Revolución iraní de 1979, destruyó parte de su trabajo.
En el mercado, sus obras de arte van desde US $ 50,000 hasta $ 1M USD por las piezas extremadamente raras que se cree que fueron destruidas, además de una pareja que es propiedad de coleccionistas privados, como su pintura "Requiem Omnibus". Muchas de sus piezas sobrevivientes han sido mantenidas en privado por los coleccionistas. Algunas de sus pinturas más buscadas y populares (entre otras) son "Fifi Howls from happiness" y "Requiem Omnibus" (muerte de Martin Luther King), que supuestamente son propiedad de coleccionistas privados.

## En los medios
En 2013, Mitra Farahani escribió y dirigió el documental Fifi Howls from Happiness (título original: Fifi az khoshhali zooze mikeshad) en el que entrevista a Bahman Mohasses en la habitación del hotel en el que había estado viviendo. Filmada poco antes de la muerte del artista y la película se terminó, la película exploró el enigma de este provocativo artista y presenta una "biografía final, en sus propias palabras y en sus términos".